# Đoàn Việt Mạnh
Đoàn Việt Mạnh (sinh năm 1959) là Thiếu tướng Công an nhân dân Việt Nam. Ông nguyên là Cục trưởng Cục Cảnh sát Phòng cháy chữa cháy và Cứu nạn cứu hộ Bộ Công an (2013 - 2019)

## Tiểu sử
Ông quê quán tại xã Khánh Cư, huyện Yên Khánh, tỉnh Ninh Bình; trình độ chuyên môn: Tiến sĩ PCCC.
Tại Quyết định số 4519/QĐ-BCA, ngày 14/8/2013, Bộ trưởng Bộ Công an đã điều động và bổ nhiệm Đại tá Đoàn Việt Mạnh, Phó Hiệu trưởng Trường Đại học PCCC giữ chức vụ Cục trưởng Cục Cảnh sát PCCC và cứu nạn, cứu hộ. 
Ngày 21/8/2013, thừa ủy quyền của Bộ trưởng Bộ Công an; Trung tướng Tô Thường, Tổng cục Trưởng Tổng cục Cảnh sát QLHC về TTATXH đã trao quyết định điều động và bổ nhiệm Đại tá Đoàn Việt Mạnh giữ chức vụ Cục trưởng Cục Cảnh sát PCCC và cứu nạn, cứu hộ.
Tháng 9/2019, ông nghỉ chờ hưu.